# Jumbo (Underworld)
"Jumbo" är en låt av den brittiska gruppen Underworld, utgiven som singel den 24 maj 1999. "Jumbo" nådde fjärde plats på UK Dance Chart.

## Låtlista
CD (Storbritannien)
1. "Jumbo (Edit)" – 4:07
2. "Jumbo (Rob Rives & Francois K Main Dish)" – 8:26
3. "Jumbo (Jedis Electro Dub Mix)" – 6:02

CD (Storbritannien)
1. "Jumbo" – 6:58
2. "Jumbo (Jedis Sugar Hit Mix)" – 6:28
3. "Jumbo (Future Shock Worlds Apart Mix)" – 6:30

Maxisingel (Storbritannien)
1. "Jumbo (Rob Rives & Francois K. Main Dish Mix)" – 6:51
2. "Jumbo (Jedis Sugar Hit Mix)" – 6:29
3. "Jumbo (Future Shock Worlds Apart Mix)" – 6:30